# Nothojafnea
Nothojafnea es un género de hongos de la familia Pyronemataceae. Este género contiene dos especies de hongos con forma de copa. Fue descrito por el micólogo indonesio Mien Achmad Rifai en 1968, la especie tipo es Nothojafnea cryptotricha, nativa de Australia. N. thaxteri, nativa de Chile y Argentina, fue incorporada al género en 1971. Se cree que ambas especies son ectomicorrizas; N. cryptotricha asociada con Myrtaceae, mientras que N. thaxteri se encuentra junto con Nothofagus.
Evidencia filogenética molecular reciente sugiere que la sudamericana  N. thaxteri es una línea divergente primitiva hacia Tuberaceae, muy relacionada con los géneros austroasiáticos Reddellomyces, Labyrinthomyces, y Dingleya.